# Ізабела Любомирська
Ізабе́ла Любоми́рська з Чартори́йських (уроджена Ельжбета Анна Теофіла Чарторийська; 21 травня 1736, Варшава — 25 листопада 1816, Відень, Австрія) — меценатка і колекціонерка творів мистецтва епохи рококо. Одна із найвідоміших жінок в Речі Посполитій XVIII століття.

## Біографія
Дочка князя, руського воєводи Олександра-Августа Чорторийського та його дружини Марії-Софії з Сенявських (другий шлюб матері). Дружина Станіслава Любомирського (від 9 червня 1753 року), великого коронного маршалка, прабабця Альфреда Потоцького — намісника Галичини.
У власності Любомирської перебували варшавські палаци у Вілянуві, Урсинуві та «Мон Кото» на Мокотові. Вона поклала наріжний камінь під будівництво Народного Театру у Варшаві. Була ініціаторкою перебудови замку в Ланьцуті у стилі рококо на зламі XVIII та XIX століть.
Брала активну участь у політичних іграх свого часу. Спочатку була прихильною до короля Станіслава Августа Понятовського, а згодом боролася з ним. З огляду на невдачі своєї політичної боротьби перенеслася спочатку до Парижа, а після вибуху Французької революції, багато часу перебувала у Відні. Крім політичної діяльності вирізнялася як особлива опікунка селян.
Володіла 14 містами і 366 селами, які, зокрема, успадкувала від батьків. Значна частина маєтків розташовувались на українських землях (серед них Бережани, Сатанів із навколишніми селами). Не любила проживати у Бережанському замку, надавала перевагу палацу в селі Рай біля міста. Для діяльності Бережанської гімназії надала 5 зал у міській ратуші в 1805 році.
Мала чотири доньки — Ельжбету (1755–1783), Юлію (1764–1794), Олександру (1760–1836) та Констанцію Малгожату (1761–1840).